# Alois Pfeiffer

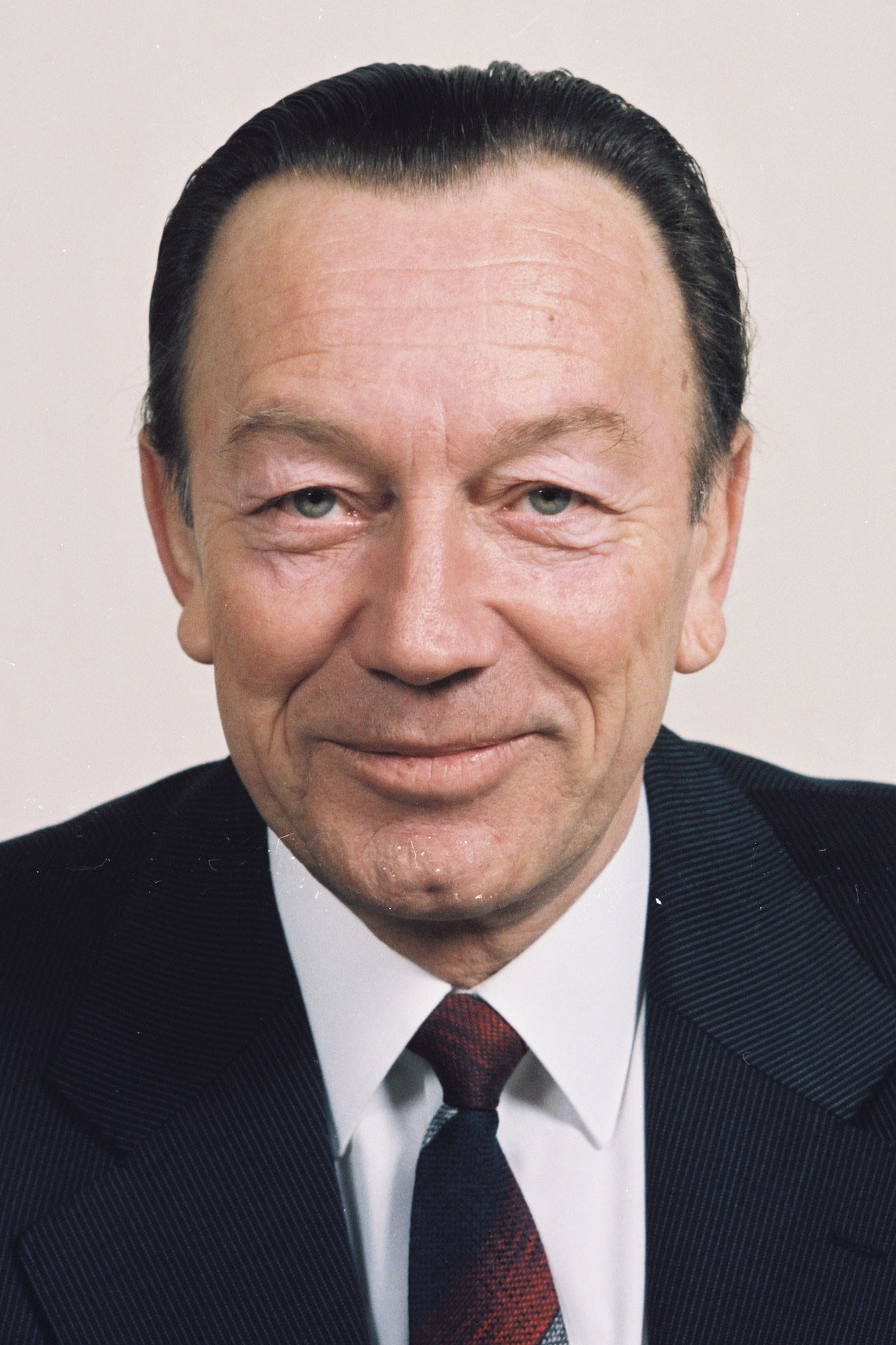
Alois Pfeiffer (1985)

Alois Pfeiffer (* 25. September 1924 in Bauerbach; † 1. August 1987 in Düsseldorf) war ein deutscher Gewerkschafter und Politiker (SPD).

## Biografie
Pfeiffer erlernte den Beruf des Waldfacharbeiters und studierte an der Akademie der Arbeit. Anschließend bekleidete er mehrere Funktionen in der Gewerkschaft Gartenbau, Land- und Forstwirtschaft und stand ihr von 1969 bis 1975 vor. Pfeiffer war ab 1975 Mitglied im DGB-Bundesvorstand und von 1985 bis zu seinem Tode Mitglied der Europäischen Kommission zuständig für Wirtschaft und Währung.